# Austenit

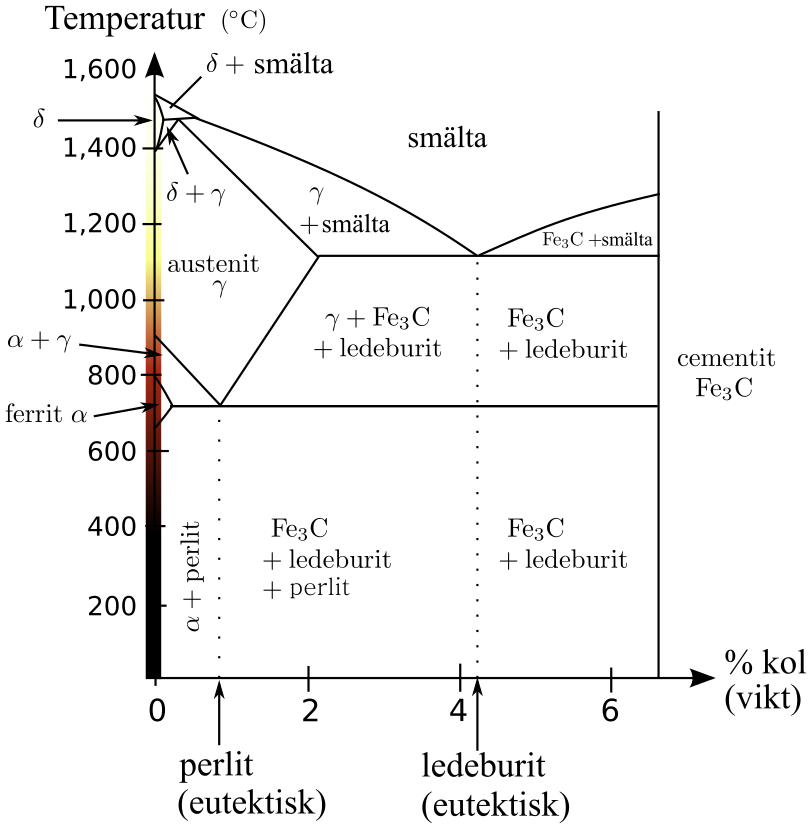
Fasdiagram för järn och kol

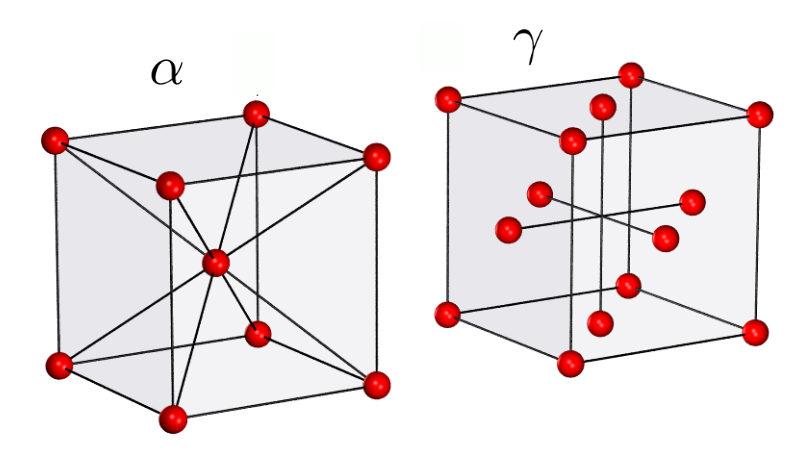
Allotroper av järn: α-järn har en rymdcentrerad kubisk och γ-järn har en ytcentrerad kubisk kristalltyp

Austenit, gammajärn, γ-järn, är en metallurgisk term för en av tre järnallotroper (kristallstrukturer) som rent järn intar vid atmosfäriskt tryck och en temperatur under smältpunkten 1538 °C. Mellan 912 och 1394 °C kallas allotropen gammajärn, eller austenit, uppkallat efter den brittiske metallurgen W.C. Roberts-Austen (1843–1902).
De två övriga allotroperna kallas alfajärn (< 912 °C) och deltajärn (1394–1538 °C).

## Egenskaper
Austenit kännetecknas bland annat av att järnet förlorar sina magnetiska egenskaper. Austenit löser även kol betydligt bättre än vanligt alfajärn. Massprocenten löst kol kan högst bli 0,02 % i ferrit, medan austenit kan lösa upp till 2 %. Detta beror på att mellanrummen i kristallerna hos austenit har en mer passande storlek och form för kolatomerna.

## Kristallform
Vid rumstemperatur befinner sig järn i allotropen ferrit (alfajärn, α-järn), som är rymdcentrerad kubisk (bcc). Kristallerna sägs ha rymdcentrerad kubisk struktur eftersom det finns en järnatom i kubens mitt och en i vart och ett av de åtta hörnen. När järnet upphettas till över 911 °C sker en fasövergång till austenit, som får en kubisk tätpackad (fcc) kristallstruktur. Då sägs kristallerna ha ytcentrerad kubisk struktur eftersom det finns en järnatom i varje sidoytas mittpunkt. Det finns däremot ingen järnatom i kubens mitt. När austenit upphettas till över 1 401 °C sker en ytterligare fasövergång till deltajärn, δ-järn. Denna allotropiska modifikation av järn uppträder till smältpunkten (1 539 °C), då smälta uppstår.

## Legeringar
Vid tillsats av ämnen som kisel, volfram, molybden, vanadin kan austenitområdet minskas. Tillsats av andra ämnen till exempel kol, mangan, nickel kan utöka austenitområdet och vid tillräckligt stora tillsatser av dessa ämnen i järnlegeringar kan austenitområdet utökas till rumstemperatur och då erhålls austenitiska stål, det vill säga stål som har austenitiska egenskaper vid rumstemperatur. Austenitiska stål kännetecknas bland annat av sitt deformationshårdnande, alltså att de vid kallbearbetning får ökad hållfasthet. Det ger goda pressegenskaper, vilket gör austenitiska stål lämpliga för exempelvis diskbänkar. Många rostfria stål har austenitisk struktur.